# Pandora (webradio)
Pandora è un servizio di radio on-line, nato negli Stati Uniti, che si appoggia al Music Genome Project.

## Descrizione
Effettuando una registrazione, il sito permette agli utenti di creare delle stazioni radio virtuali partendo dall'inserimento di un brano o di un artista che sia gradito all'utilizzatore. Il sistema sfrutta l'algoritmo creato appositamente dal Music Genome Project per cercare brani simili a quello segnalato dall'utente, e quindi riprodurre musiche che possibilmente piacciano all'ascoltatore.
L'algoritmo elaborato dal Music Genome Project analizza 400 diversi parametri del brano inserito dall'utente, che deve essere presente e catalogato nell'archivio di Pandora.
La playlist che viene elaborata può essere quindi ascoltata come una radio, oppure gestita dall'utente stesso che, di ogni singolo brano, può decidere se saltarlo o contrassegnarlo come "gradito" o "non gradito" (servirà in futuro a riproporre le musiche di maggiore gradimento).
Poiché l'algoritmo seleziona i brani in base alle caratteristiche musicali e non in base alla popolarità dell'artista o delle vendite di questo, il servizio di Pandora è molto apprezzato dagli utenti, in quanto ha la capacità di "raccomandare" o "consigliare" in maniera del tutto automatica brani possibilmente poco conosciuti che però corrispondono o si avvicinano alle preferenze dell'utente.
È possibile scegliere tra due tipi di registrazione: una gratuita che comprende la pubblicità e un'altra a pagamento, senza pubblicità.
L'archivio di Pandora è molto ampio: molte volte il sistema riconosce brani che è difficile reperire in commercio perché molto vecchi o ancora sconosciuti dal grande pubblico. Tuttavia, gli artisti presenti nell'archivio sono pressoché tutti statunitensi o stranieri che hanno pubblicato i loro dischi anche negli Stati Uniti. Questo a causa di alcune limitazioni imposte dagli accordi di licenza dei brani.

## Controversie

### Restrizioni
Per ottemperare agli accordi con la RIAA sulle licenze relative ai brani, il servizio offerto da Pandora ha alcune limitazioni:
- Il servizio è riservato ai soli cittadini che risultano essere statunitensi, con il "meccanismo" dell'individuazione dell'indirizzo IP mediante il quale ci si collega al sito; "meccanismo" peraltro aggirabile.[1][2] Fino a poco tempo fa invece veniva richiesto di inserire un codice postale di provenienza USA.
- L'utente non può scegliere di riprodurre un brano o un artista specifico, che comunque potrebbe essere inserito dal sistema nella playlist che viene proposta in ascolto.
- I brani che è possibile saltare (cioè non ascoltare per ascoltare quello successivo, scelto sempre dal sistema) nell'arco di un'ora sono limitati a 7.
- Come già detto, gli artisti presenti nell'archivio sono pressoché statunitensi o stranieri che hanno pubblicato i loro dischi anche negli Stati Uniti.

### Royalty
Il 6 marzo 2007, il Copyright Royalty Board, accogliendo le richieste della RIAA, ha triplicato i tassi sulle royalty dei brani destinati allo streaming su internet, penalizzando di fatto quelle radio che offrono agli utenti l'ascolto libero o semi-libero delle musiche, così come fa Pandora.
Per protestare contro questa decisione, il fondatore di Pandora Tim Westergren si è unito insieme ad alcuni ascoltatori, ad artisti e ad alcune case discografiche nella SaveNetRadio Coalition e ha spedito a tutti gli utenti del sito una e-mail in cui chiedeva di sottoscrivere una petizione da inviare ai rappresentanti al Congresso degli Stati Uniti.
Secondo Tim Westergren e i sostenitori del progetto Pandora, i nuovi tassi sulle royalty metteranno a dura prova l'esistenza delle radio on-line, e potrebbero portare Pandora al fallimento finanziario, quindi alla chiusura definitiva del sito.
Contro l'iniziativa si sono schierati i Pink Floyd, a salvaguardia del diritto alle royalty degli artisti.